# 博多區
博多區（日语：／ Hakata ku */?）是位於日本福岡縣福岡市東部的一個行政區。區內有博多港、福岡機場和博多站等交通設施，福岡縣政府也設於此。
由於福岡機場及其進出航道設於區內，故此博多區全區均實施嚴格的建築物高度限制，以免阻礙福岡機場的航道。

## 歷史

住吉神社（筑前國一宮）

在日本歷史上，博多是一個重要的港口，七、八世紀時即是與亞洲大陸往來的門戶，遣隋使、遣唐使、遣新羅使皆從此出發。在朝鮮半島新羅時代後期曾受海盜侵擾（貞觀韓寇）。十一世紀的鎌倉時代時，為與宋人貿易的據點，十四、十五世紀的室町時代時，則為日明貿易、日朝貿易的據點。江戶幕府實行鎖國令之後，其對外港口之地位為長崎所代替。
1972年4月1日，福岡市升格為政令指定都市，福岡市共劃分了七個行政區域。而博多區更是福岡市內唯一保留歷史原名的區。在眾議院選舉，是福岡市第一區。

### 年表
- 1889年4月1日：實施市町村制，現在的博多區在當時分屬：[2]
  - 福岡市。
  - 那珂郡的千代村、堅粕村、住吉村、那珂村。
  - 席田郡的席田村。
- 1896年2月26日：席田郡、那珂郡、御笠郡合併為筑紫郡。
- 1911年5月31日：住吉村改制為住吉町。
- 1912年10月1日：千代村改制為千代町。
- 1913年10月1日：堅粕村改制為堅粕町。
- 1922年6月1日：住吉町被併入福岡市。
- 1928年4月1日：堅粕町被併入福岡市。
- 1928年5月1日：千代町被併入福岡市。
- 1933年4月1日：席田村被併入福岡市。
- 1940年4月17日：那珂村改制為那珂町。
- 1955年4月5日：那珂町被併入福岡市。
- 1972年4月1日：福岡市成為政令指定都市，同時設置博多區。

## 交通

### 機場

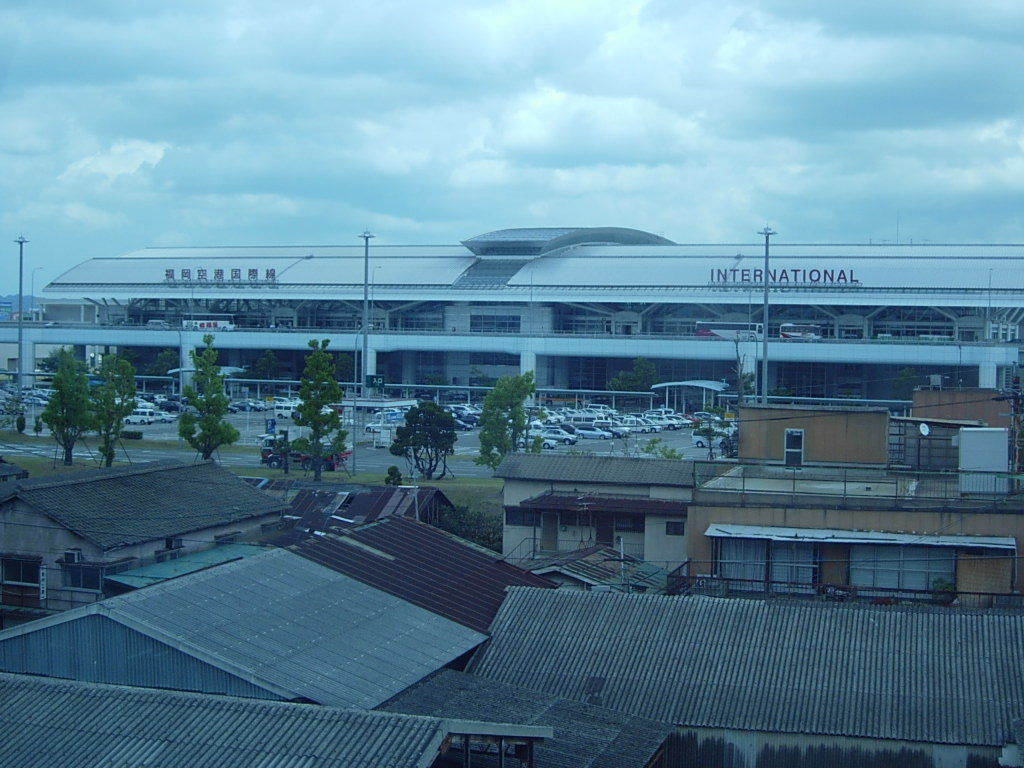
福岡機場

- 福岡機場

### 港口
- 博多港

### 軌道運輸
- 西日本旅客鐵道
  - 山陽新幹線：博多站
  - 博多南線：博多站
- 九州旅客鐵道

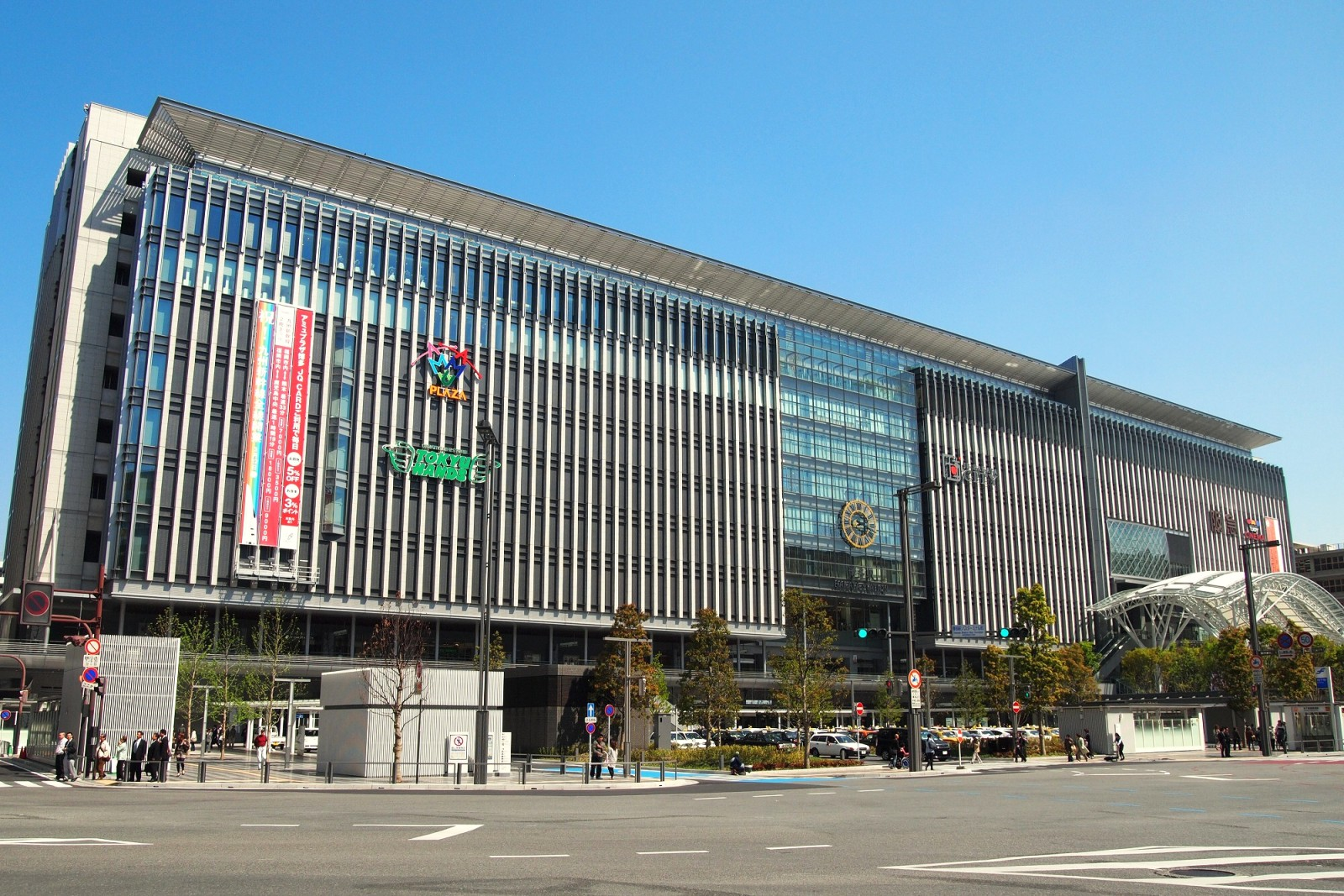
博多車站

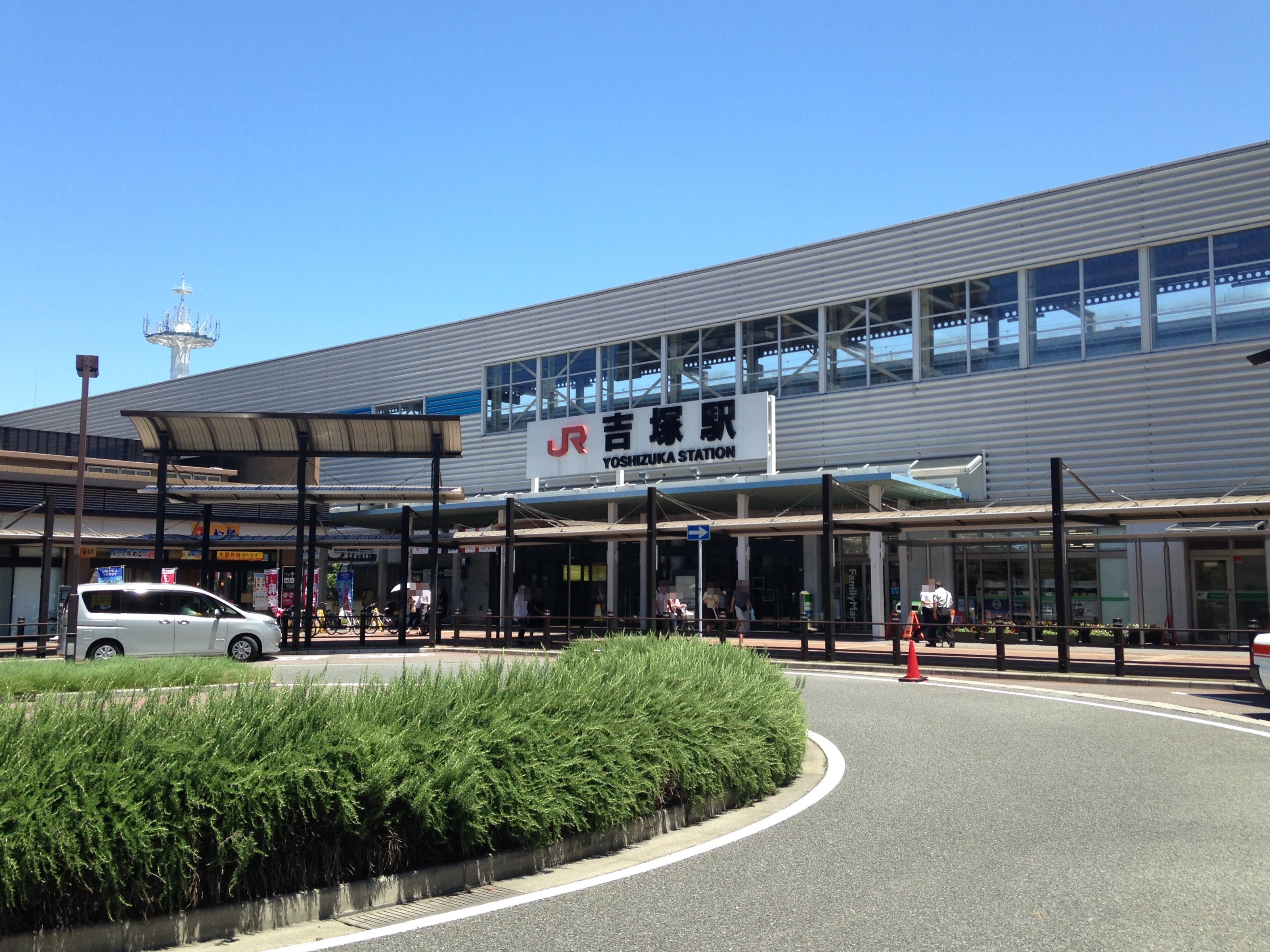
吉塚車站

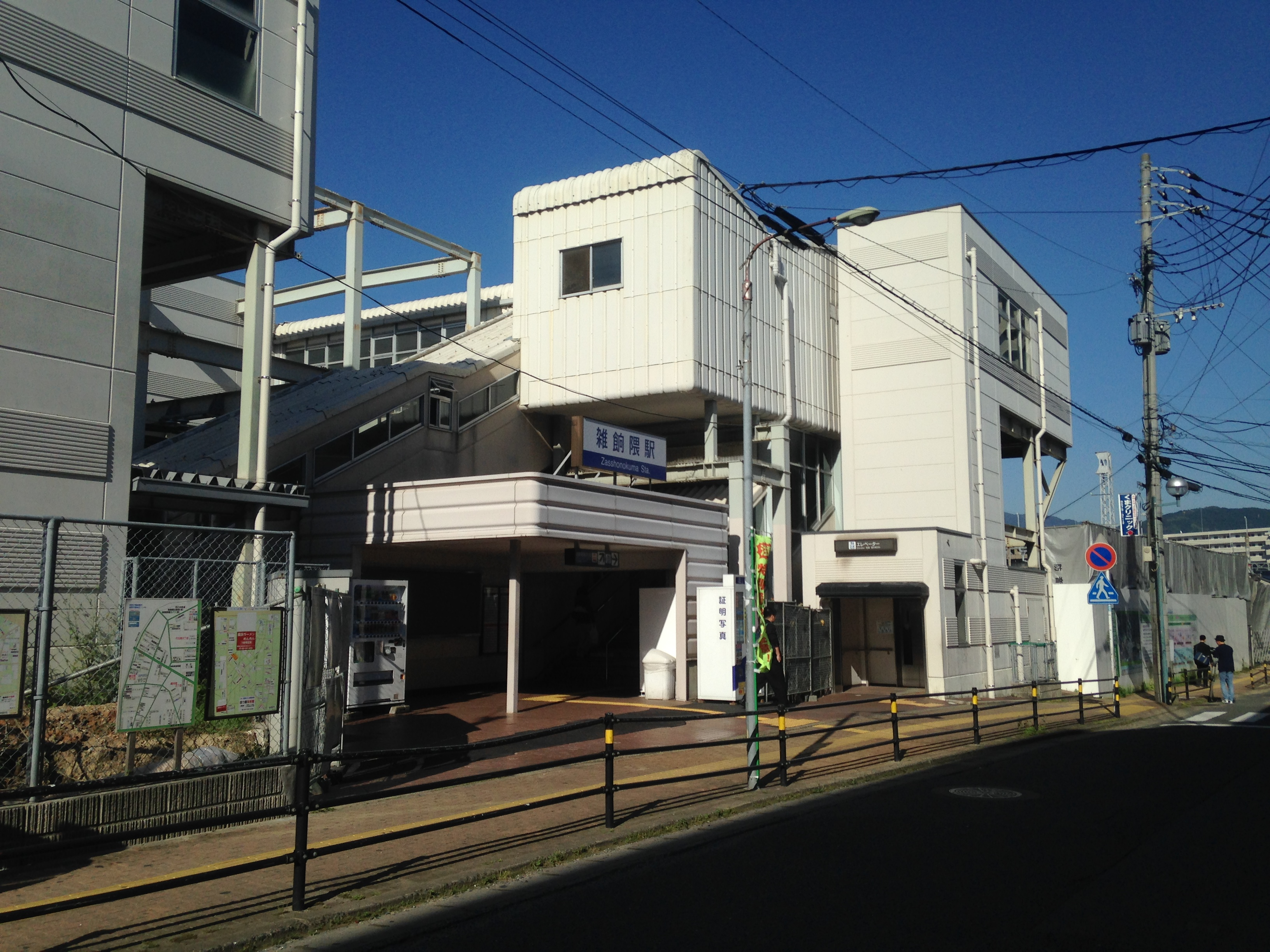
雜餉隈車站

  - 鹿兒島本線：吉塚站 - 博多站 - 竹下站 - 南福岡站
  - 篠栗線：吉塚站
- 西日本鐵道
  - 天神大牟田線：雜餉隈站
- 福岡市交通局
  - 機場線：中洲川端站 - 祇園站 - 東比惠站 - 福岡機場站
  - 箱崎線：中洲川端站 - 吳服町站 - 千代縣廳口站

## 教育

### 高等學校
- 福岡縣立福岡高等學校
- 福岡縣立博多青松高等學校
- 沖學園高等學校
- 東福岡高等學校
- 精華女子高等學校

## 外部連結
- （日語） 博多區公所